# Thomas Ostermeier
Thomas Ostermeier (Soltau, 3 settembre 1968) è un regista teatrale tedesco.
Dal 1996 al 1999 è stato regista e direttore artistico del Baracke al Deutsches Theater di Berlino. Lavora principalmente su testi di autori contemporanei come Nicky Argento, David Harrower, Alexei Chipenko e Enda Walsh.
Dal settembre 1999 è direttore artistico della Schaubühne di Berlino. Co-dirige l'istituzione con la coreografa Sasha Waltz.

## Premio Europa per il Teatro
Nel 2000 ha ricevuto il Premio Europa Realtà Teatrali, a Taormina, con la seguente motivazione:
Lavorando alla “Baracke” di Berlino, Thomas Ostermeier è riuscito a dare un orientamento preciso e indipendente al teatro contemporaneo coniugando la valorizzazione di nuovi autori con uno stile di regia adeguato, costruito – oltre che su una capacità non comune di scegliere e dirigere gli attori – su tempi e visioni che si confrontano con il cinema, la vita e l’immaginario metropolitano. Ostermeier, in questo senso, ha contribuito a dare espressione alle inquietudini delle giovani generazioni offrendone, attraverso il teatro, uno spaccato fedele e pregnante che supera ogni accademismo e recupera un collegamento diretto tra quanto avviene nella società e ciò che si mette in scena nei teatri. Il teatro di Ostermeier muove così nuove energie e interessa, in Germania e in Europa, un nuovo pubblico.